# Mednarodno letališče Banja Luka
Mednarodno letališče Banja Luka (IATA: BNX, ICAO: LQBK), poznano tudi pod imenom Letališče Mahovljani, poimenovano po istoimenski bližnji vasi, je letališče, ki se nahaja 18 km severno od želežniše postaj v mestu Banja Luka, največjemu mestu Republike Srbske in drugo največjemu mestu Bosne in Hercegovine. Letališče upravlja vladno podjetje "Aerodromi Republike Srbske".

## Zgodovina
Gradnja mednarodnega letališča Banja Luka se je začela leta 1976. V skladu z razvojnimi načrti so bile zgrajene zmogljivosti, ki so opredelile Banja Luko kot letališče sekundarnega pomena, omejeno na domači zračni promet na ozemlju Socialistične federativne republike Jugoslavije. Po bosanski vojni je bila Republika Srbska ustanovljena z Banja Luko kot dejanskim glavnim mestom.To je letališču Banja Luka dalo nov pomen in povsem drugačno vlogo. 
Mednarodno letališče Banja Luka je bilo za civilni letalski promet odprto 18. novembra 1997. Od leta 1999 do 2003 je letališče služilo kot glavna baza Air Srbske, ki je bil uradni nosilec zastave Republike Srbske. Podjetje sta ustanovili Jat Airways in Vlada Republike Srbske. Družba je leta 2003 prenehala s poslovanjem po večjem zadolževanju in izstopu Jat Airways iz partnerstva. Obstajali so načrti za začetek letov s strani letalske družbe Sky Srbska, ustanovljene leta 2007, vendar je bil letalski prevoznik, ki nikoli ni imel nobenega letala, leta 2013 zaprt. Letališke zmogljivosti so bile močno izboljšane v letih 2002 in 2003, pred obiskom papeža Janeza Pavla II v Banja Luki junija 2003.
15. decembra 2010 je bil za praznovanje odprave vizumskih obveznosti za državljane Bosne in Hercegovine, ki potujejo v države schengenskega območja, organiziran simbolni čarterski let iz Banja Luke v Bruselj. Leta 2011 je letališče v Banja Luki prepeljalo 8.367 potnikov, kar je 74% več kot leta 2010. Čez leta je letališče opravljalo lete, ki povezujejo Banja Luko z Atenami, Beogradom, Kopenhavnom, Frankfurtom, Ljubljano, Salzburgom, Tivatom in Dunajem, delno tudi po zaslugi Air Srbske, ki je bila na letališču letalska družba. Austrian Airlines in Montenegro Airlines sta konec devetdesetih in v začetku leta 2000 oskrbovala Banja Luko iz svojih baz na Dunaju in Tivtu. Odkar je Air Srbska prenehala poslovati, je vlada Republike Srbske poskušala z različnimi subvencijami pritegniti nove letalske družbe, ki bi letele v Banja Luko. Subvencionirani leti so vključevali lete Jat Airways v Beograd med novembrom 2007 in decembrom 2009, z letali ATR 72; lete s prevoznikom Austrojet v Salzburg in Tivat med julijem in decembrom 2008, 3-krat na teden z Dashom 8-100; lete s prevoznikom Adria Airways pa štirikrat na teden z letalom CRJ 200 v Ljubljano med julijem 2010 in novembrom 2011. B&H Airlines je lete do Züricha upravljala dolga leta, dokler ni junija 2015 letalska družba odpovedala svoje poslovanje. BH Airlines je opravljal sezonske čarterske lete v Tivat v Črno goro.
Leta 2014 se je število potnikov več kot podvojilo, saj je Air Serbia ponovno zagnala lete v Beograd, vendar je leta 2015 utrpela izgubo zaradi bankrota BH Airlines in prekinitve zračne proge do Züricha. Lastnik letališča v Banjaluki Vlada RS subvencionira lete družbe Air Serbia v Beograd. Aprila 2018 je Ryanair napovedal, da bo začel svoj prvi let iz Banja Luke (in celotne Bosne) z dvakrat tedenskimi storitvami do letališč Charleroi in Memmingen v Bruslju, medtem ko je maja dodal letališče Stockholm Skavsta in decembra 2014 Berlin Schönefeld na svoj seznam novih poti. Poleti so se začeli oktobra 2018. Na splošno letalski prevoznik v letu 2019 pričakuje 100.000 potnikov.

## Letalske družbe in destinacije
Naslednje letalske družbe opravljajo redne lete v in iz Banja Luke:
| Letalske družbe | Destinacije                                                                                |
| --------------- | ------------------------------------------------------------------------------------------ |
| Air Serbia      | Beograd                                                                                    |
| Aviolet         | Rednočarterski leti: Antalya, Atene                                                        |
| Lauda           | Dunaj (začne z 15. majem 2020)                                                             |
| Ryanair         | Bergamo (začne z 26. oktobrom 2020), Berlin–Schönefeld, Bruselj–Charleroi, Hahn, Memmingen |

## Statistika
| Leto/Mesec | Jan    | Feb    | Mar   | Apr    | Maj    | Jun    | Jul    | Avg    | Sep    | Okt    | Nov    | Dec    | Letno skupaj | Sprememba |
| ---------- | ------ | ------ | ----- | ------ | ------ | ------ | ------ | ------ | ------ | ------ | ------ | ------ | ------------ | --------- |
| 2010       | -      | -      | -     | -      | -      | -      | -      | -      | 497    | 432    | 602    | -      | 4.798        |           |
| 2011       | 560    | 422    | 640   | 719    | 680    | 536    | 1.209  | 942    | 707    | 830    | 545    | 577    | 8.367        | 74,4%     |
| 2012       | 791    | 424    | 178   | 408    | 402    | 377    | 589    | 688    | 610    | 642    | 550    | 765    | 6.424        | 23,2%     |
| 2013       | 518    | 448    | 400   | 431    | 601    | 530    | 844    | 893    | 713    | 824    | 434    | 2.201  | 8.837        | 37,6%     |
| 2014       | 1.522  | 1.352  | 1.566 | 1.942  | 2.201  | 2.797  | 3.457  | 4.011  | 2.633  | 2.503  | 1.661  | 1.991  | 27.636       | 212,7%    |
| 2015       | 1.830  | 1.154  | 1.327 | 2.090  | 2.353  | 2.085  | 2.554  | 2.591  | 2.185  | 1.782  | 1.078  | 1.771  | 22.800       | 17,5%     |
| 2016       | 1.484  | 875    | 1.368 | 1.581  | 2.298  | 2.094  | 2.835  | 2.807  | 1.905  | 1.905  | /      | /      | 21.694       | 04,9%     |
| 2017       | 1.484  | 875    | 1.171 | 2.013  | 2.033  | 2.023  | 2.533  | 2.613  | 2.048  | 1.934  | 997    | 1.143  | 20.867       | 03,8%     |
| 2018       | 1.203  | 717    | 1.144 | 1.806  | 1.671  | 2.294  | 3.109  | 3.295  | 2.528  | 1.876  | 8.272  | 8.265  | 36.180       | 73,3%     |
| 2019       | 8.838  | 7.805  | 9.962 | 12.460 | 12.780 | 14.190 | 17.073 | 14.976 | 12.485 | 13.174 | 12.354 | 13.596 | 149.693      | 313,74%   |
| 2020       | 11.538 | 14.079 | 6.458 | -      | -      | -      | -      | -      | -      | -      | -      | -      | 32.075       | 20,6%     |

|                              |
| Posodobljeno: 21. april 2020 |

## Kopenski prevoz
Letališče je bilo zgrajeno na območju občin Laktaši in Gradiška, v široki dolini Vrbasa, ki se širi v Lijevče. Povezana je z novo avtocesto Banja Luka - Gradiška.